# Camilla Wedgwood
Camilla Hildegarde Wedgwood (25 de marzo de 1901 - 17 de mayo de 1955) fue una antropóloga y administradora académica británica. Es conocida por su investigación en el Pacífico y su papel pionero como una de las primeras antropólogas de la Commonwealth británica .

## Primeros años y educación
Wedgwood nació el 25 de marzo de 1901 en Newcastle upon Tyne, Inglaterra.  Su padre fue Josiah Wedgwood (más tarde el primer barón Wedgwood). Su madre, Ethel Bowen Wedgwood, era hija de un Lord Justice of Appeal, Charles Bowen . Ella era miembro de la extensa familia Wedgwood .  Sus padres se separaron en 1914 y se divorciaron en 1919. Wedgwood se educó en dos escuelas privadas : Orme Girls' School en Newcastle-under-Lyme, Staffordshire, y Bedales School en Steep, Hampshire.  Estudió en Bedford College, Londres y en Newnham College, Cambridge .  En la Universidad de Cambridge, estudió tanto en el Tripos de Inglés como en Antropología.  Completó ambos y se fue con honores de primera clase pero sin título (Cambridge no otorgó títulos a las mujeres hasta 1948).  Cambridge le otorgó el título de Maestría en Artes en 1927.  Estudió con Bronisław Malinowski en Bedford College y Alfred Cort Haddon en Cambridge. 

## Carrera
Después de dejar la Universidad de Cambridge, Wedgwood regresó a Bedford College como profesor asistente en el Departamento de Estudios Sociales.   Después de la muerte de Arthur Bernard Deacon en 1927, fue invitada a trasladarse a la Universidad de Sydney para reemplazarlo como profesora de antropología.   Alfred Radcliffe-Brown también le pidió que editara las notas de campo restantes de Deacon en preparación para su publicación.  Estas notas de campo se publicaron como "Malekula: A Vanishing People in the New Hebrides" en 1934.  En 1930, ocupó una cátedra temporal en el Departamento de Lenguas y Vida Africanas de la Universidad de Ciudad del Cabo .  De 1930 a 1932, después de regresar a Inglaterra, fue profesora en la London School of Economics y asistente personal de Bronisław Malinowski.  En 1932, Wedgwood recibió una beca del Consejo Australiano de Investigación para realizar trabajo de campo en la isla Manam frente a la costa norte de Papua Nueva Guinea, en la frontera de las provincias modernas de Madang y East Sepik.   También en 1932, se convirtió en miembro del Consejo del Real Instituto Antropológico .  En junio de 1935, fue nombrada directora del Women's College de la Universidad de Sydney.  Durante este tiempo, se convirtió en un miembro activo de la alta sociedad de Sydney.  Dejó el cargo en 1944 para unirse al ejército. 
Durante la Segunda Guerra Mundial, Wedgwood participó en la formulación de políticas de educación y administración en Papúa Nueva Guinea.  Habiendo renunciado a su pacifismo, se ofreció como voluntaria para el Servicio Médico de Mujeres del Ejército Australiano y fue comisionada como teniente coronel temporal en enero de 1944.   Después de dos años de servicio, fue desmovilizada en 1946. 
Después de la guerra, Wedgwood ocupó un puesto en la Escuela Australiana de Administración del Pacífico, que era responsable de formar a los oficiales y administradores coloniales australianos.  Continuó en este papel hasta su muerte el 17 de mayo de 1955 de cáncer de pulmón en el Royal North Shore Hospital de Sydney. Wedgwood Close en el suburbio de Chisholm en Canberra lleva su nombre en su honor. 

## Vida personal
Wedgwood era miembro de la Sociedad Religiosa de Amigos (los Cuáqueros) y como tal era pacifista . Durante la Segunda Guerra Mundial fue presidenta del Consejo Federal Pacifista .  Sin embargo, se sintió cada vez más atraída por el anglicanismo durante su estancia en Australia y, en particular, por el ala anglocatólica de la iglesia. Fue recibida en la Iglesia de Inglaterra en Australia en 1944. 

## Trabajos selectos
- Deacon, A. Bernard (1934).  Wedgwood, Camilla H., ed. Malekula: A Vanishing People in the New Hebrides. London: Routledge.

## Otras lecturas
- camilla : CH Wedgwood 1901–1955, una vida . 1990. Por D. Wetherell y C. Carr-Gregg. Kensington, Nueva Gales del Sur : Prensa de la Universidad de Nueva Gales del Sur.
- Ella era muy Cambridge: Camilla Wedgwood y la historia de las mujeres en la antropología británica . 1986. Por Nancy Lutkehaus. Etnólogo americano 13(4):776-98.
- Guía de búsqueda de los artículos de Wedgwood en la Biblioteca Nacional de Australia
- Diccionario australiano de biografía

- Datos: Q5026602